# 부눈어
부눈어(Bunun, 중국어: 布農語 부눙어[*])는 대만 원주민인 부눈족의 언어이다. 오스트로네시아어족의 지리적 구분인 대만제어에 속한다. 부눈어에는 이스부쿤(Isbukun), 타크바누아즈(Takbanuaz), 타키바탄(Takivatan), 타키바카(Takibaka), 타키투두흐(Takituduh)의 다섯 가지 방언이 있다. 가장 화자 수가 많은 방언인 이스부쿤 방언은 대만 남부에서 쓰인다. 타크바누아즈, 타키바탄 방언은 대만 중부에서 쓰인다. 타키바카, 타키투두흐 방언은 비교적 북쪽에서 쓰인다. 여섯 번째 방언인 타키풀란(Takipulan) 방언은 1970년대에 사멸했다.
이스부쿤 부눈족 집단과 같은 지역에 사는 사아로아족과 카나카나부족 일부도 부눈어를 사용한다.

## 음운론

### 자음
|        | 양순음 | 양순음 | 순치음 | 순치음 | 치음 | 치음 | 치경음 | 치경음 | 연구개음 | 연구개음 | 구개수음 | 구개수음 | 성문음 | 성문음 |
| ------ | ------ | ------ | ------ | ------ | ---- | ---- | ------ | ------ | -------- | -------- | -------- | -------- | ------ | ------ |
| 파열음 | p      |        |        |        |      |      | t      |        | k        |          | q        |          | ʔ      |        |
| 내파음 |        | ɓ      |        |        |      |      |        | ɗ      |          |          |          |          |        |        |
| 마찰음 |        |        |        | v      |      | ð    | s      |        |          |          | χ        |          | h      |        |
| 비음   |        | m      |        |        |      |      |        | n      |          | ŋ        |          |          |        |        |
| 접근음 |        |        |        |        |      |      |        | l      |          |          |          |          |        |        |

표기법:
- /ɓ ɗ/는 보통 ⟨b⟩, ⟨d⟩로 표기한다.
- /ð/는 ⟨z⟩로, /ŋ/는 ⟨ng⟩로, /ʔ/는 ⟨'⟩로, /dʒ/는 ⟨j⟩로 표기한다.

참고:
- 접근음 [j w]이 나타나긴 하지만, 음절초에 자음이 있어야 한다는 제약을 만족시키기 위해 기저의 /i u/로부터 나타나는 것이다. 따라서 자음 음소가 아니다.
- 치 마찰음 /ð/은 실제로는 치간음(/ð̟/)이다.
- 이스부쿤 방언에서 /χ/는 어말 또는 자음 뒤에도 나타나고 /h/는 어두 또는 모음 사이에도 나타나지만, 다른 방언에서는 이 환경에서 모두 /q/로 나타난다.
- 이스부쿤 방언에서는 다른 방언에서 모음 사이에 나타나는 성문 파열음(/ʔ/)이 탈락하지만, 다른 방언에서 /h/가 나타나는 곳에 /ʔ/가 나타난다. (예를 들어 이스부쿤 방언의 [mapais] ‘쓰다’는 다른 방언의 [mapaʔis]에 대응하고, 이스부쿤 방언의 [luʔum] ‘구름’은 다른 방언의 [luhum]에 대응한다.)

### 모음
|        | 전설 | 중설 | 후설 |
| ------ | ---- | ---- | ---- |
| 고모음 | i    |      | u    |
| 중모음 | e    |      |      |
| 저모음 |      | a    |      |

참고:
- /e/는 이스부쿤 방언에 나타나지 않는다.

## 참고 문헌
- Adelaar, K. Alexander. 2004. The coming and going of ‘lexical prefixes’ in Siraya. Language and Linguistics/語言暨語言學 5(2): 333-361.
- De Busser, Rik (2009). 《Towards a Grammar of Takivatan: Selected Topics》 (학위논문). La Trobe University.
- Jeng, Heng-hsiung (1977). 《Topic and Focus in Bunun》. Taipei: Academia Sinica.
- Nojima, Motoyasu (1996). “Lexical prefixes of Bunun verbs”. 《Gengo Kenkyu: Journal of the Linguistic Society of Japan》 110: 1–27. doi:10.11435/gengo1939.1996.110_1.
- Li, Paul Jen-Kuei (1988). “A comparative study of Bunun dialects”. 《Bulletin of the Institute of History and Philology, Academia Sinica》 59 (2): 479–508. doi:10.6355/BIHPAS.198806.0479.
- Schachter, Paul; Otanes, Fe T. (1972). 《Tagalog Reference Grammar》. Berkeley: University of California Press.
- 齊莉莎 (Zeitoun, Elizabeth). 2000. 布農語參考語法. Taipei:遠流/YLib.
- 林太 (Lin Tai), 曾思奇 (Zeng Si-Qi), 李文甦 (Li Wen-Su) and 卜袞 (Bukun). 2001. Isbukun.布農語構詞法研究. Taipei: 讀冊文化/Du-Ce Wen-Hua.
- Anu Ispalidav. 2014. 布農族語讀本：認識郡群布農族語. Taipei: Shitu Publishing House 使徒出版社.